# 辛辛那提紅人 (1876年—1879年)
辛辛那提紅人（英語：Cincinnati Reds），別名辛辛那提紅長襪（英語：Cincinnati Red Stockings），是一支19世紀的美國職棒球隊。這支球隊在國家聯盟成立以前就已存在，它和現今的辛辛那提紅人是同名但不同的球隊，但可說是紅人隊的前身。

## 歷史
約翰·喬伊斯想要將已於1870年解散的紅長襪隊重新復甦，於是他在1875年重組球隊。有其中兩名前成員決定重新加入，最後喬伊斯在1875年冬天將球隊賣到辛辛那提，並由喬西亞·凱克接手經營。1876年2月2日，國家聯盟正式成立，並由聖路易、哈特福、路易斯維爾、紐約、費城、芝加哥、波士頓以及辛辛那提裡的棒球隊做為其創始球隊。
球隊的第一年由查理·古德執教，外野手查理·瓊斯在這年就敲出了4轟與38分打點。但球隊只拿下9勝56敗，在聯盟敬陪末座。1877年，紅人先後經歷了3名總教練執教。二壘手派克敲出4轟為全對最多，新人投手鮑比·米歇爾成為了隊上的三振王。
1878年，在卡爾·麥克弗伊地執教下，紅人的戰績來到了聯盟第二名。瓊斯再度成為全隊的全壘打王，威爾·懷特投出全隊最多的169次三振。1879年，紅人只有聯盟第五。懷特的三振來到了232次。球季結束後，紅人便宣布解散。另一支辛辛那提的球隊星辰隊老闆賈斯特斯·索恩納買下了紅人隊。並在1881年重新加入國家聯盟並繼續使用辛辛那提紅人這個名稱至今。

## 美國國家棒球名人堂球員
| 辛辛那提紅人名人堂球員 | 辛辛那提紅人名人堂球員 | 辛辛那提紅人名人堂球員 | 辛辛那提紅人名人堂球員 |
| 球員名字               | 守備位置               | 效力期間               | 入選年度               |
| ---------------------- | ---------------------- | ---------------------- | ---------------------- |
| 坎迪·康明斯            | P                      | 1877年                 | 1939年                 |
| 金恩·凱利              | OF/C                   | 1878年–1879年          | 1945年                 |
| 迪肯·懷特              | 3B/C                   | 1878年–1879年          | 2013年                 |